# Dolf van der Nagel
Rudolf ("Dolf") Cornelis van der Nagel (Buitenzorg, Nederlands-Indië, 28 mei 1889 – Den Haag, 14 oktober 1949) was een Nederlands voetballer en militair.

## Clubvoetbal
Van der Nagel speelde als verdediger en middenvelder voor Alcmaria Victrix, Velocitas Breda, HFC en HVV. Bij HFC was hij de vaste penaltynemer maar erg succesvol was hij daarbij niet. Van der Nagel had slechts een korte loopbaan op het hoogste niveau. In 1916 hield hij het op 26-jarige leeftijd reeds voor gezien. Hij gaf voorrang aan zijn maatschappelijke carrière

## Vertegenwoordigend voetbal
Hij speelde in 1914 eenmaal voor het Nederlands voetbalelftal. Hij maakte ook deel uit van de selectie voor de Olympische Zomerspelen in 1912 maar kwam daar niet in actie en kreeg geen bronzen medaille uitgereikt. Tevens speelde hij mee in alle zes wedstrijden die het Zuidelijk elftal gedurende zijn verblijf bij Velocitas heeft gespeeld. Ook is Van der Nagel verscheidene malen voor het Militair elftal uitgekomen.

## Privé
Van 1906 tot en met 1909 volgde Van der Nagel een opleiding "voor de dienst hier te lande" aan de Cadettenschool te Alkmaar. Dit was de vooropleiding voor zijn studie aan de KMA te Breda alwaar hij op 2 oktober 1909 begon aan zijn opleiding voor de "infanterie hier te lande". In mei 1910 werd hij als cadet gedetacheerd bij het 6e regiment infanterie te Breda. een jaar later werd hij benoemd tot sergeant-titulair. Na een herexamen in september 1911 werd Van der Nagel naar het derde studiejaar bevorderd. In juni 1912 slaagde hij voor het examen voor 2e luitenant. Bij Koninklijk Besluit van 20 juli werd hij als zodanig benoemd. Hiermee begon zijn maatschappelijke loopbaan.
Van der Nagel trouwde op 24 oktober 1918 in Harderwijk met Campegina Lamberta Vitringa. Hij kreeg met haar drie kinderen. Het grootste deel van het huwelijk speelde zich in Nederlands-Indië af. Na hun vertrek naar Java in 1920 is het gezin twee keer met verlof geweest naar Nederland. Op 16 maart 1927 vertrok het gezin met het s.s. Tabanan van Batavia naar Rotterdam. Op 25 oktober van dat jaar bracht het s.s. Johan de Witt Van der Nagel vanaf Amsterdam weer terug naar Batavia. Op 18 juli 1934 ging Van der Nagel met vrouw en 3 kinderen voor een tweede maal met verlof naar Nederland. Met het s.s. Indrapoera werd van Batavia naar Rotterdam gereisd. Op 27 februari 1935 werd met het m.s. Baloeran vanaf Rotterdam weer naar Nederlands-Indië vertrokken.
Na de pensionering van Van der Nagel werd nog een laatste zeereis gemaakt terug naar Nederland. Op 28 juni 1939 voeren Van der Nagel met vrouw en beide jongste kinderen met het s.s. Jan Pieterszoon Coen voor het laatst van Batavia naar Amsterdam. Alvorens de definitieve thuisreis te aanvaarden werd op 20 juni naar goed Indisch gebruik de inboedel van de woning van Van der Nagel aan de Sumatrastraat 85 te Soerabaja verkocht. Vendutiehuis M.S.Noach werd hiertoe aangezocht door Van der Nagel. Verlofgangers of personen die definitief naar Nederland terugkeerden verkochten al hetgeen niet mee kon worden genomen. Een dergelijke huisvendutie vond plaats ten huize van degene die vertrok. Na terugkeer in Nederland vestigde Van der Nagel zich in Den Haag. Oorspronkelijk aan de Thomsonlaan 109 en later aan de Ananasstraat 83.
De oudste zoon van Van der Nagel, Annes Johan Cato, was, onmiddellijk na het behalen van zijn diploma aan het lyceum te Soerabaja, reeds op 3 augustus 1938 met de Christiaan Huygens naar Nederland teruggegaan voor het volgen van een opleiding voor de zeedienst bij het Koninklijk Instituut voor de Marine. Later studeerde hij in Delft. Hij overleed op 24 januari 1943 in het concentratiekamp Sachsenhausen

## Maatschappelijk
Van der Nagel was oorspronkelijk militair van beroep. Op 20 juli 1916 werd hij benoemd tot 1e luitenant. Hij kwam terecht bij het Instructie-Bataljon te Kampen hetgeen het einde van zijn voetballoopbaan betekende. Op 15 oktober 1920 kreeg Van der Nagel op eigen verzoek eervol ontslag en werd hij tot en met 20 juli 1921 benoemd tot reserve 1e luitenant bij het wapen der infanterie.
Op 23 oktober 1920 vertrok Van der Nagel met vrouw en kind vanaf Rotterdam met het s.s. Insulinde naar Nederlands-Indië alwaar hij ging werken voor de Staatsspoorwegen, een onderdeel van het Departement van Gouvernementsbedrijven. In eerste instantie werd Van der Nagel benoemd tot gegradueerd ambtenaar. Op 31 januari 1925 werd hij benoemd tot inspecteur der Staatsspoorwegen, hetgeen hij bleef tot aan zijn pensionering in 1939.
Zoals gebruikelijk in Nederlands-Indië had Van der Nagel als ambtenaar verschillende standplaatsen, onder andere Bandoeng, Batavia en Soerabaja. Vrijwel zijn gehele loopbaan bij de Staatsspoorwegen speelde zich af op de Westerlijnen. Bij de Oosterlijnen beperkten zich zijn werkzaamheden tot het exploitatiekantoor te Soerabaja waar hij in mei 1935, tegen het einde van zijn loopbaan, bij het informatiebureau werd geplaatst.